# Paroedura
Genre
Paroedura est un genre de geckos de la famille des Gekkonidae.

## Répartition
Les 25 espèces de ce genre se rencontrent à Madagascar et aux Comores.

## Description
Ce sont des geckos de taille modeste, nocturnes et arboricoles.

## Liste des espèces
Selon The Reptile Database (8 mars 2024) :
- Paroedura androyensis (Grandidier, 1867)
- Paroedura bastardi (Mocquard, 1900)
- Paroedura fasciata Glaw et al., 2018[3]
- Paroedura gracilis (Boulenger, 1896)
- Paroedura guibeae Dixon & Kroll, 1974
- Paroedura homalorhina (Angel, 1936)
- Paroedura hordiesi Glaw et al., 2014
- Paroedura ibityensis Rösler & Krüger, 1998
- Paroedura karstophila Nussbaum & Raxworthy, 2000
- Paroedura kloki Glaw et al., 2018[3]
- Paroedura lohatsara Glaw et al., 2001
- Paroedura maingoka Nussbaum & Raxworthy, 2000
- Paroedura manongavato Piccoli et al., 2023[4]
- Paroedura masobe Nussbaum & Raxworthy, 1994
- Paroedura neglecta Köhler et al., 2019[5]
- Paroedura oviceps (Boettger, 1881)
- Paroedura picta (Peters, 1854)
- Paroedura rennerae Miralles et al., 2021[6]
- Paroedura sanctijohannis Günther, 1879
- Paroedura spelaea Glaw et al., 2018[3]
- Paroedura stellata Hawlitschek & Glaw, 2012
- Paroedura stumpffi (Boettger, 1879)
- Paroedura tanjaka Nussbaum & Raxworthy, 2000
- Paroedura vahiny Nussbaum & Raxworthy, 2000
- Paroedura vazimba Nussbaum & Raxworthy, 2000

## Publication originale
- Günther, 1879 : On mammals and reptiles from Johanna, Comoro Islands. Annals and magazine of natural history, sér. 5, vol. 3, p. 215-219 (texte intégral).